# Fonetica acustica
Nell'ambito delle discipline linguistiche, la fonetica acustica è una branca della fonetica. Essa si occupa dello studio dei foni da un punto di vista fisico. Costituisce dunque anche un'applicazione dell'acustica, branca della fisica.

## Ambiti della fonetica acustica
La fonetica acustica si occupa in primo luogo di descrivere la consistenza fisica dei foni o suoni linguistici.
In secondo luogo, essa si occupa di studiare la loro propagazione in un mezzo, generalmente l'aria.

### Elementi di fisica acustica
La fonetica acustica presuppone la conoscenza di alcuni principi base della fisica acustica, quali:
- L'onda sonora: periodica semplice o sinusoidale, periodica complessa, aperiodioca. I suoni linguistici possono essere segnali complessi periodici, se prodotti dalla vibrazione delle corde vocali (foni sonori), o segnali aperiodici (foni sordi). Queste onde vengono studiate mediante l'analisi di Fourier.
- I filtri: banchi di filtri, analisi a banda stretta, analisi a banda larga.
- Lo spettrogramma e il sonagramma.
- Il risuonatore.

## Strumenti della fonetica acustica
L'analisi dei segnali registrati si può compiere in diversi modi: in generale, comunque, si usa digitalizzare il segnale, cioè trasformarlo in informazione binaria da poter studiare mediante l'uso di un computer (che può essere appositamente costruito a questo scopo, come uno spettrografo digitale, o nel quale può essere inserita una scheda contenente le applicazioni necessarie); si possono così effettuare, in tempo reale, analisi di molti tipi, quali: sonagrammi con diversi filtri di larghezza di banda, spettrogrammi istantanei oppure di intervalli selezionati, oscillogrammi, curve dell'intensità acustica, curve della frequenza fondamentale.

## Applicazioni della fonetica acustica
In ambito giudiziario, la fonetica acustica fornisce gli strumenti e le tecniche per il riconoscimento di singoli parlanti, la cui voce sia stata intercettata o registrata.
In campo informatico, essa contribuisce alla realizzazione di sistemi che possano trasformare un testo scritto in un testo pronunciato da una voce sintetica, analizzare un testo parlato per trascriverlo o eseguire dei comandi pronunciati, riconoscere la voce di una determinata persona.